# Іванов Олександр Іванович (1928)
Олександр Іванович Іванов (рос. Александр Иванович Иванов, 14 квітня 1928, Санкт-Петербург — 29 березня 1997, Санкт-Петербург) — радянський футболіст, що грав на позиції нападника за ленінградський «Зеніт», а також національну збірну СРСР.

## Клубна кар'єра
У дорослому футболі дебютував 1949 року виступами за ленінградського «Зеніту», кольори якої захищав протягом наступних дванадцяти років. Більшість часу, проведеного у складі «Зеніта», був основним гравцем атакувальної ланки команди, з 1957 року був її капітаном.
Завершивши виступи на найвищому рівні 1960 року, влаштувався на роботу оптиком-механіком на ленінградський Державний оптико-механічний завод. На початку 1960 років грав за команду підприємства у першості міста, а також був її тренером.

## Виступи за збірну
1958 року, не маючи досвіду виступів за збірну СРСР, був включений до її заявки на чемпіонат світу 1958 року у Швеції, перший великий міжнародний турнір в історії радянського футболу. Дебютував в матчах за збірну у першій грі групового етапу чемпіонату світу проти збірної Англії, в якій була зафіксована нічия 2:2. Став автором другого гола радянської команди у цій грі і, відповідно в історії вистипів збірної СРСР на чемпіонатах світу. Згодом брав участь у решті трьох матчах збірної СРСР на турнірі.
Свою останню, п'яту, гру у формі збірної СРСР провів 1959 року.
Помер 29 березня 1997 року на 69-му році життя в Санкт-Петербурзі.